# Carl Anders Kullberg
 Ikke at forveksle med Karl Anders af Kullberg.
Carl Anders Kullberg (26. oktober 1815—22. oktober 1897) var en svensk forfatter. 
Kullberg udmærkede sig ved at oversætte navnlig fra italiensk, og det var også mere på grund af hans smag og hans for sin tid ypperlige Form i hans oversættelser, end det var på grund af de digte, der udkom 1850, at han vandt sig navn og blev indvalgt i Svenska Akademien. Han oversatte Befriade Jerusalem (2 bind, 1860), Rasande Roland (4 bind, 1865—70) samt digte af Petrarca (1880).